# Lalang (Medan Sunggal)
Lalang is een bestuurslaag in het regentschap Medan van de provincie Noord-Sumatra, Indonesië. Lalang telt 18.017 inwoners (volkstelling 2010).